# Hercostomus plumitarsi
Hercostomus plumitarsi är en tvåvingeart som beskrevs av Octave Parent 1931. Hercostomus plumitarsi ingår i släktet Hercostomus och familjen styltflugor.
Artens utbredningsområde är Bolivia. Inga underarter finns listade i Catalogue of Life.